# Herman's Hermits
Herman's Hermits fue un grupo de rock popular en los años 60s de Mánchester, Inglaterra. Fueron parte de la llamada "Invasión británica" de los años 60 y su líder era el carismático Peter Noone. A mediados de la década de los sesenta, consiguieron gran éxito con una versión uptempo del tema de Sam Cooke Wonderful World.

## Historia
El grupo se forma a principios de los 60 con Keith Hopwood (guitarra), Karl Green (bajo), Derek "Lek" Leckenby (guitarra y voz), y Barry Bean Whitwam (batería) y luego se les unió Peter Noone (voz principal). A pesar de que Noone era el miembro más joven de la banda (16 años), tenía una gran experiencia como actor en la serie británica "Coronation Street".
El grupo logra colocar rápidamente varios sencillos en las listas de popularidad tanto en el Reino Unido como en Estados Unidos. Logran su único Número 1 en el Reino Unido con el sencillo "I'm Into Something Good", además de que logran éxitos como "I'm Henry VIII, I'm" y "Mrs. Brown You've Got a Lovely Daughter". Se presentan repetidas ocasiones en The Ed Sullivan Show de forma exitosa. Alcanzan su máximo de fama entre 1964 y 1965, fue durante este año en el que consiguieron colocar 7 de sus canciones en el Top 10 en las listas de Estados Unidos.
Hacia 1966 la popularidad del grupo empieza a decaer, a pesar de que logran todavía un éxito más con la canción Hoy no hay leche ("No Milk Today"), que es todo un clásico. Un último intento fue "There's a kind of Hush". Su imagen y pop muy digerible y suave no logra sobrevivir a la era psicodélica, aunque lo intentan con el disco "Blaze", material bien recibido por la crítica, pero que sólo se publicó en Estados Unidos y fue falto de promoción.
Peter Noone deja el grupo en 1971 y lanza su primer sencillo “Oh! You Pretty Things,”, escrito por David Bowie quien también toca el piano en la canción. El resto continúa con el grupo con poco éxito hasta 1974, en que se desintegra. Varios miembros de la banda han estado desde entonces haciendo actuaciones bajo el nombre de "Herman's Hermits", sin mucho éxito y teniendo problemas entre ellos por los derechos legales.
Derek "Lek" Leckenby murió el 4 de junio de 1994 por causa de la Enfermedad de Hodgkin.

## Discografía
- "Introducing Herman's Hermits" — 1965
- "Their Second Album! Herman's Hermits On Tour" — 1965
- "Herman's Hermits" — 1965
- "British Go Go" — 1965
- "Hold On!" — 1966
- "Both Sides of Herman's Hermits" — 1966
- "Again" — 1966
- "Lucky 13" — 1966
- "There's a Kind of Hush All Over the World" — 1967
- "Blaze" — 1967
- "X15" — 1967
- "Greatest Hits" — 1997
- "Herman's Hermits Retrospective" — 2005

## Filmografía
- Pop Gear — 1965
- When the Boys Meet the Girls — 1965
- Hold On! — 1966
- Mrs. Brown, You've Got a Lovely Daughter — 1968